# Krstilnica sv. Janeza Krstnika, Poitiers
Krstilnica sv. Janeza (francosko Baptistère Saint-Jean) je rimskokatoliška cerkev v Poitiersu v Franciji. Velja za najstarejšo obstoječo krščansko stavbo na Zahodu in enega najvidnejših primerov merovinške arhitekture.

## Zgodovina

### Rimsko poreklo
Osrednji del stavbe je bil zgrajen okoli leta 360, na podkonstrukcijah rimskih zgradb, ki so bile porušene leta 276, v mestu, ki je kasneje postalo škofovska četrt mesta Poitiers, v bližini rezidence svetega Hilarija in bodoče stolnice. V prvotni strukturi je bilo narejenih veliko sprememb. V 6. stoletju je bil dodan krstilni bazen, saj je takrat krst potekal s popolno potopitvijo.

### Zgodnji srednji vek in rekonstrukcija
Stavba je bila močno poškodovana med vizigotsko okupacijo v 5. stoletju. Obnova se je začela, potem ko je Klodvik I. leta 507 v bitki pri Vouilléju blizu Poitiersa premagal Alarika II. Ta obnova je vključevala popravilo zgornjih delov sten cele, dodajanje treh majhnih apsid v obliki transepta in apside ter dekoracijo zunaj in znotraj stavbe.
Do 10. stoletja je stavba propadla, opravljeni so bili dodatki in popravila. To je vključevalo rušenje dveh prvotnih majhnih zakristij (ki sta bili prvotno določeni kot pripravljalni prostori za katehumene obeh spolov), stranske apside, kraki transepta so bile ponovno zgrajeni kot apside, kvadratni narteks pa je dobil sedanjo poligonalno obliko. Približno v tem času je katoliška cerkev opustila krst s potopitvijo kot prakso, nato pa je bil bazen za krst napolnjen in nadomeščen s krstnimi kamni. Krstilnica je nato postala župnijska cerkev.

### Obdobje poznega srednjega veka
Od 12. do 14. stoletja so cerkev krasile freske, ki so vidne še danes. Med njimi so upodobitve Kristusov vnebohod, simbolični pavi, jezdeci s padajočimi plašči, od katerih eden predstavlja cesarja Konstantina, in doprsni kip svete Marije.

### Sodobnost
Stavba je bila zapuščena leta 1791 med revolucijo in je bila zaplenjena cerkvi ter prodana kot narodna last zasebniku, ki jo je uporabljal kot skladišče. Pred rušenjem jo je rešila javna naročnina, ki je omogočila ponovni odkup leta 1834. Krstilnico so sredi 20. stoletja obnovili.
Izkopavanja v 20. stoletju so odkrila krstni bazen in omogočila natančnejšo datacijo stavbe. Ta izboljšana datacija je izključila teorijo, da je krstilnica najprej služila kot poganski tempelj, pod katero pretvezo so ga nekoč poimenovali Temple Saint-Jean. Namesto tega se zdi, da je bila zgradba res zgrajena za namene krsta, zakramenta, ki so ga prej podelili v reki Clain, ki teče približno nekaj sto metrov stran.
Kljub stoletnim rušitvam, dozidavam in drugim spremembam je krstilnica ohranila prvotni latinski značaj.
V krstilnici je trenutno majhen muzej, ki vključuje številne kamnite sarkofage iz obdobja od 5. do 7. stoletja, od katerih so mnogi živo okrašeni z vklesanimi motivi. Vključuje tudi ostanke, kot so deli rimskih stebrov, krstilnikov in druge kamnite relikvije.

## Zunanjost
Z vzhodne strani so v timpanonu jasno vidne značilne toge oblike okrasja zgodnjega krščanstva: majhni pilastri, ki podpirajo loke, in trikotne pedimente. To so prvotno klasični modeli iz Rimskega cesarstva, vendar tukaj nimajo nobene funkcije in so postali zgolj dekorativni elementi. To stavbo lahko primerjamo z vhodno dvorano samostana v Lorsch v Hessnu iz okoli leta 800, ki ima zelo podobne oblike okrasja.